# ららぽーとスキードームSSAWS

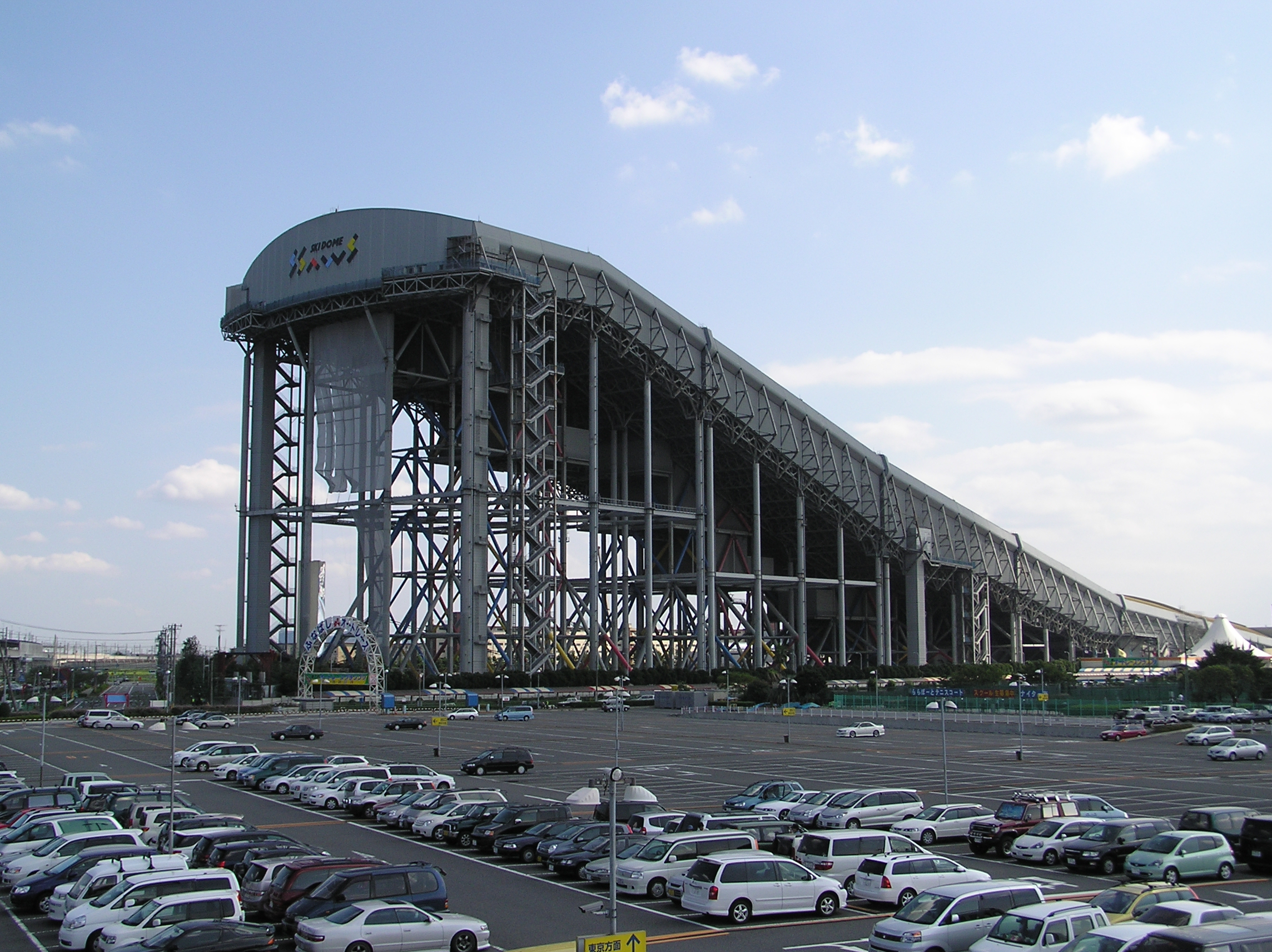
建物全景（2003年9月撮影）

ららぽーとスキードームSSAWS（ららぽーとスキードームザウス）はかつて千葉県船橋市浜町に存在した屋内スキー場である。通称「ザウス」。

## 概要
1993年（平成5年）7月15日から2002年（平成14年）9月30日まで営業を行っていた。巨大迷路の跡地にオープンし、当時は世界最大かつ史上最大の屋内スキー場であった。その大きさは高低差が設備としては100メートル・ゲレンデとしては約80メートル、長さが設備としては500メートル・ゲレンデとしては約480メートル、幅が約100メートルというものである。三井不動産が京葉線南船橋駅の近隣地に建設し、運営は船橋ヘルスセンターなどを経営していた株式会社ららぽーと（当時）が行っていた。施工は鹿島建設。総工費は約400億円。
コースは下半分が初級者用で、上部スロープに向かって左側が中級者用イエローコース、右側が上級者用レッドコースにそれぞれ分かれたものになっていた。
屋内スキー場としては日本で初めてリフトを設置したスキー場であり、当時の法律ではリフト設置には風速計を設置することが義務化されていたため、風の吹かない屋内スキー場という条件にもかかわらず運輸省が規則として風速計の設置を求めたという逸話が残っている。竣工時には数百万円を投じて風速計を設置したがこのことがマスメディアに取り上げられ話題になると、運輸省は風速計の撤去を求めた。

## 名称の由来
施設の名称であるSSAWSとは「"Spring Summer Autumn Winter in Snow"」の頭文字から来ており、屋内スキー場の特色を生かして一年中スキーができることをアピールするネーミングであった。

## 施設ゲレンデ内
空調設備によってゲレンデ内の気温は通常は-4〜-3°C程度、真夏の日中でも-2°C程度に保たれ、一年を通じて真冬の雪質を味わうことができた。降雪設備は天井部のスプレー式の霧吹きから吹かれた微細な水滴に直接低温の風を当てることにより本物のパウダースノーに近いものを降らせるもので当時としては世界に類を見ないものだった。また、一般的に人工スキー場の積雪は溶けて底の床の部分で厚い氷となって溜まってしまい、休業時などに全て溶かすか掘り出して適宜破砕する必要がある。しかし、ザウスの場合は雪の下にメッシュを敷いた排水設備を設置し、積雪の最下部から自然に解けて氷が溜まらないようになっていた。一般施設とゲレンデの間には複数の密閉型の回転ドアがあり、ゲレンデ内を低温に保つ役割を果たしていた。ゲレンデ内は、リフト2基、ベルトコンベア（エスカレータータイプ）1基を備えており、料金は時間制であった。

## 入場料金
当初入場料+2時間滑走料金で5,900円であったが、後に5,400円に改定された。延長料金として15分ごとに250円の追加支払いで、当時は目新しい自動改札タイプの機器で利用時間をカウントしていた。その後、スノーボードとスキーの滑り分けのため、滑走可能時間を午前、午後と分けた際に両方の機材を持参した場合のみ、一日5,400円で一日中滑走が可能となっていた。
ワイルドブルーヨコハマなどと提携し、相互の施設で割引券を配布したほか、当時浸透しはじめたWebサイトにおいても一日3,800円の割引券を配布した事により、運営の晩年は通常料金で入場する客がほとんどいなかったとされる。入場客数は増加しても、利益が上がらないという結果となり、経営を圧迫した旨が当時の新聞に書かれた。
冬季は客数が減少するため、「手ぶらでスキー」と銘打ち、レンタル用品込みで5,400円といった設定の料金体系があった。

## 併設施設
レンタルフロアショップ
ザウス内にドライクリーニング施設（1フロアを利用）を確保しレンタルウエアは利用された後毎回ドライクリーニングが行われた。
ファストフード店
Becker's - ゲレンデを見る席あり。
レストラン
ISTAPP(イスタップ） - カフェテリア方式のレストラン。バーカウンターを併設。
スキー用品ショップ
サロモン、ロシニョールなどのショップが入居していたが、ザウスの営業中期にはテナントが半分程度となり、テナントのないルームが目立った。
シャワールーム
料金は入場料込みで、すべての入場客が利用することが可能だった。
プール
スキー場空調設備の廃熱を利用したプールだったが、利用者が僅少だったため、ザウス営業中期頃閉鎖となった。入場料は1,000円。
駐車場
駐車可能台数は1,100台。普通車1日1,000円、大型車1日3,000円。

## 隣接施設
東京ディズニーランドが近い事もあり、遠方からは1日目はザウス、2日目はディズニーランドといった観光客が多かったと言われ、スキーブームの時には、東京ディズニーランドの入場者数が減った。

## 建築的特徴
鹿島建設により設計施工が行われた。極めて長い構造物であるため、長さ方向を4つに分割し、それらを履歴ダンパーで連結した「ジョイントダンパーシステム（連結制震構造）」と呼ばれる先進の技術を採用し、耐震性能の向上を図っていた。
設計は「ワイルドブルーヨコハマ」を設計した、株式会社空間設計が担当。

## その他
オープン時のCMでは山下達郎がCMソング「湾岸スキーヤー」を歌唱、主に関東圏内で放送されていた。この曲はその後フジテレビによる長野オリンピック放送テーマソングとして少年隊がカバーし、CD化された。
ザウスは元々10年間限定の施設として建設されたものであった。その後、時限経過後に売却を含めた処分を行なう予定であったが、この頃にはスキーブームが去ってスキー産業の斜陽化が進んでいたため、試算によって仮に後継受託者が決定したとしても黒字運営を維持可能な程度の入場客数は見込めないと判断され、結果として当初の予定通り閉鎖となった。なお、施設の償却費を除外すると営業中に赤字へ転落した年度は皆無であった。閉鎖直前に行われた民主党代表選挙に立候補していた地元船橋市選出の野田佳彦候補が、本施設の閉鎖問題を取り上げて小泉政権の経済政策を批判している。
季節に関係なく、悪天候の影響を受けずに安定したバーンコンディションが確保できるという点から、夏季にはオフシーズンのアルペンスキー選手のトレーニングに利用されることも多かった。特にチェーティル・アンドレ・オーモット（1994年のアルペンスキー・ワールドカップ総合優勝者）が一時夏季の練習場所としてザウスを愛用していたことで有名。スノーボードスクールがあり、長江健次が指導していた時期もあった。
ホイチョイ・プロダクションズによる"東京いい店やれる店"では、この施設について「娯楽施設としては興味深いが、ここのレストランはデートには不向き。」といった形での評価がされていた。

## 解体後
2003年から2004年にかけて解体された。跡地の再開発では2006年4月24日にスウェーデンの大型家具店イケア（IKEA東京ベイ）が開業し、2007年1月には不動産会社4社による総戸数1211戸の大型マンションワンダーベイシティSAZANが完成、続いて2008年2月には総戸数684戸のグランドホライゾン・トーキョーベイが完成した。